# 临青路
临青路是中國上海市楊浦區一條道路，西北起自長陽路，東南至楊樹浦路，道路全长1163米。
道路始筑于1911年，原名刚达哈尔路（Kandahar Road），路名來自阿富汗坎大哈。1915年改名为临青路，路名來自山东省临清县。道路原本是石子路面。1962年改为沥青路面。1981年改為柏油沥青混凝土路面。